# ويلهلم هانسن
ويلهلم هانسن (4 مارس 1895 - 2 أبريل 1974) هو لاعب كرة قدم نرويجي سابق كان يلعب كلاعب وسط، لعب خلال مسيرته مباراتين.

## مسيرته

### مسيرته مع المنتخبات الوطنية
- 1913 - 1914 لعب مع منتخب النرويج لكرة القدم مباراتين.

## روابط خارجية
- ويلهلم هانسن على موقع اتحاد النرويج (النرويجية)
- ويلهلم هانسن على موقع قاعدة بيانات كرة القدم.إي يو (الإنجليزية)
- ويلهلم هانسن على موقع عالم كرة القدم.نت (الإنجليزية)